# Чухрай Олексій Іванович
Олексі́й Іва́нович Чухра́й (1939, Нижня Ланна) — Заслужений діяч мистецтв України, член Національної Спілки композиторів України.
Народився у Нижній Лані Карлівського району.
У рідному селі він вперше взяв до рук баян.

## Творчий доробок
За своє життя Олексій Чухрай написав десятки пісень, які нині виконують народні і заслужені артисти України, аматорські колективи, дорослі та діти.
Серед співавторів Олексія Чухрая: Дмитро Луценко, Борис Олійник, Михайло Шевченко, Володимир Тарасенко. Кілька пісень Олексій Чухрай написав разом із заслуженим журналістом України Миколою Ляпаненком.
Та можливо найвагоміша спадщина митця - веснянки !